# Huth-Apparatefabrik

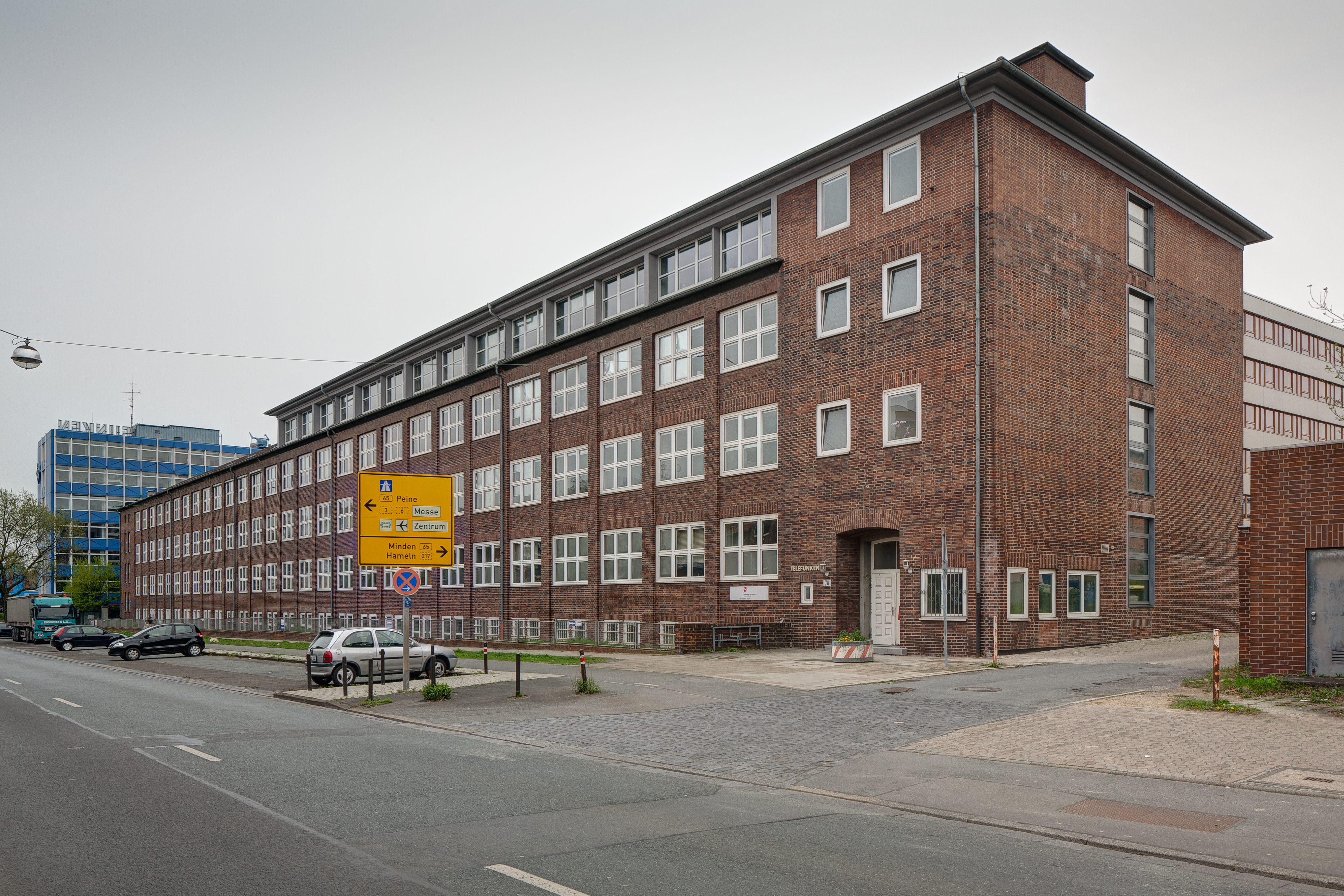
Das Firmengebäude als parallel der Göttinger Chaussee in Linden-Süd langgestreckter Klinkerbau von 1940/41 mit 28 Fensterachsen

Die Huth Apparatefabrik in Hannover war ein während des Zweiten Weltkrieges gegründetes Unternehmen zur Herstellung von funktechnischen Geräten für die Wehrmacht. Das Anfang der 1940er Jahre hierzu errichtete Fabrikgebäude findet sich im hannoverschen Stadtteil Ricklingen unter der Adresse Göttinger Chaussee 76.

## Geschichte
Die Huth Apparatefabrik GmbH wurde in der Zeit des Nationalsozialismus am 10. Oktober 1934 ursprünglich als Einzelfirma an der Spinnereistraße gegründet, einer Straße an der Grenze der hannoverschen Stadtteile Linden-Nord und Linden-Mitte, die im Zuge der Leinertbrücke über die Ihme führt. Das Unternehmen produzierte von Anfang an für den Krieg gedachte Apparate der Feinmechanik wie anfangs Funkgeräte, Sender und Empfänger sowie Höhenmesser. Erst 1939 wurde die Firma in eine GmbH umgewandelt.
Laut ihrem Gesellschaftsvertrag wurde die GmbH spätestens am 29. Dezember 1939 gegründet, keine vier Monate nach Beginn des Zweiten Weltkrieges, wobei das Kapital je zur Hälfte von den beiden Berliner Firmen Lorenz und Telefunken eingebracht wurde. Zum Schriftgut der ehemals bei der Bank der Deutschen Luftfahrt AG vorliegenden Unterlagen der Huth Apparatefabrik GmbH, wie Bilanzen, Gewinn- und Verlustrechnungen und Geschäftsberichte zählen aber auch Dokumente aus dem Jahr 1938. Tochtergesellschaft des Unternehmens war die in Berlin ansässige Dr. Erich Huth GmbH.
Nach Plänen des Architekten Ernst Zinsser, in Zusammenarbeit mit Edgar Schlubach und Emil Lorenz, wurde in den Kriegsjahren 1940 bis 1941 der Huth-Fabrikbau auf dem Areal zwischen der heutigen Bückeburger Allee und dem nördlich anschließenden Gelände der Vereinigten Leichtmetall Werke (VLW) errichtet. Ab 1935 hatte Zinsser bereits die westlich davon gelegenen VLW-Werksanlagen an der Göttinger Chaussee 14 geplant, die heute leer stehen.
Die Huth-Fabrik stellte sich im Wesentlichen als langgestrecktes Gebäude parallel zur Straße dar. Diesem Hauptkörper fügten die Architekten hofseitig zwei rechtwinklig anschließende Flügel an, deren Traufe jedoch etwa ein halbes Geschoss höher geführt wurde. Über der Unterkellerung wurden drei Geschosse errichtet, deren rote Klinkerfassaden eine klare Gliederung erhielten. Zur Straßenseite zeigt das Gebäude 28 Fensterachsen, bei denen die Fenster und die Brüstungen um eine halbe Steinlänge zurückversetzt wurden. Damit ist die Hauptseite der Fassade sowohl vertikal und durch die Fensterreihung auch horizontal gegliedert. Dieser mittlere Teil wird rechts und links durch je vier kleine Fensteröffnungen in glatten Mauerwerksflächen eingefasst. Über den drei Baukörpern wurde mit roten Dachziegeln gedeckte Walmdächer mit Firsten in gleicher Höhe errichtet.
Zu einem späteren, wohl nicht mehr ermittelbaren, Zeitpunkt wurde der nördliche Teil des Baukörpers auf einer Länge von 14 Fensterachsen um ein Geschoss erhöht, wobei die Traufe im Wesentlichen beibehalten wurde.

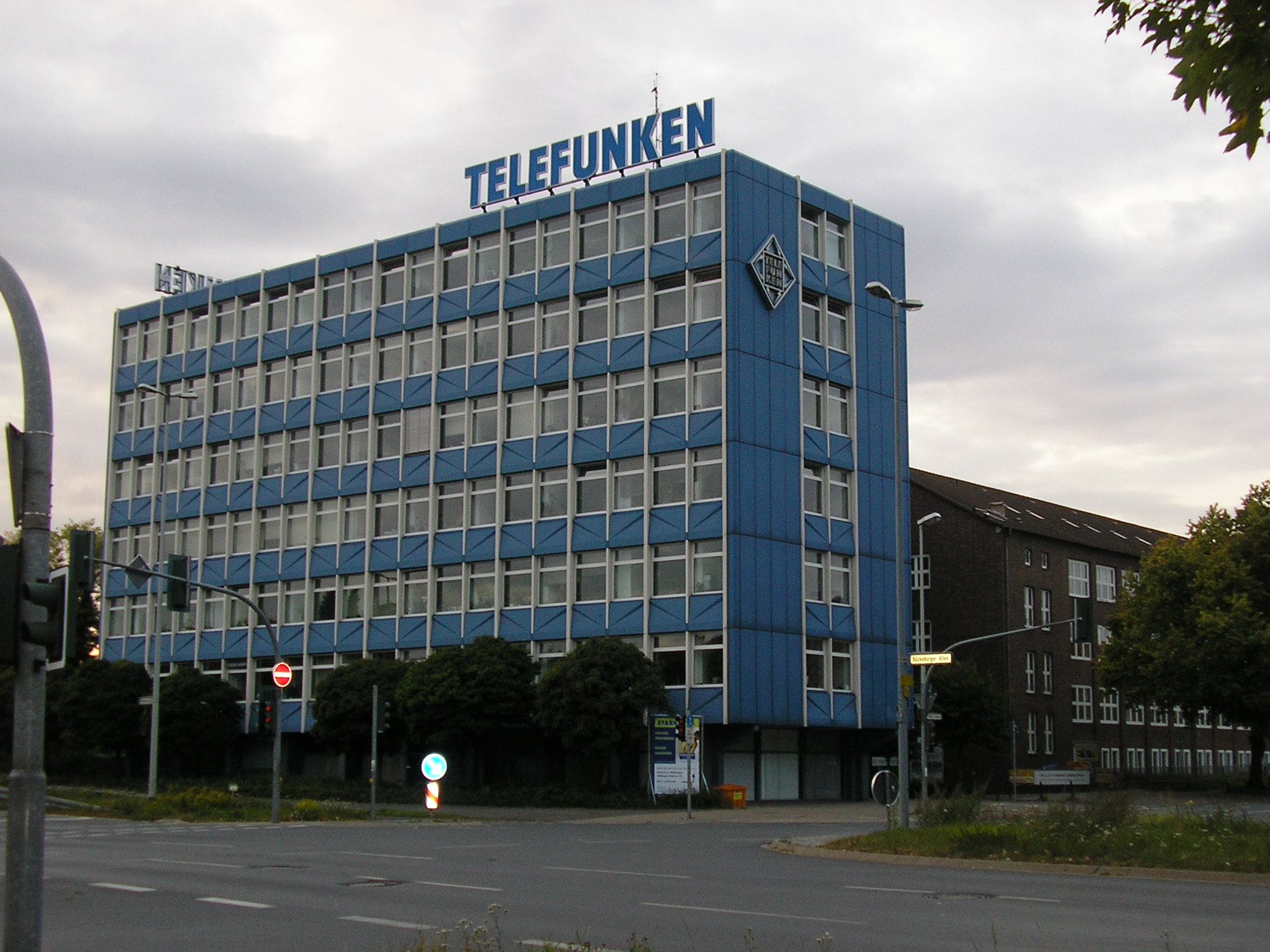
Der Verwaltungsbau der ehemaligen Telefunken Fernseh und Rundfunk GmbH an der Bückeburger Allee/Ecke Göttinger Chaussee, rechts im Hintergrund der Klinkerbau der Huth-Apparatefabrik

Möglicherweise aus dem Jahr 1941 stammen zwei Fotografien mit Ansichten der Huth-Apparatefabrik aus dem im Institut für Bau- und Kunstgeschichte der Universität Hannover (bis 1978 Technische Universität) äußerst lückenhaften „Nachlasses“ des Architekten Ernst Zinsser. Dabei findet sich die von unbekannter Hand getätigte Angabe „Zigarrenfabrik“ und der Name der Fotografin Aenne Heise vermerkt ohne weitere Erläuterungen.
Nur wenige Wochen nach der Kapitulation Deutschlands Anfang Mai 1945 wurde – zur Zeit der Britischen Militärbefehlshaber – die Berliner Telefunken-Gesellschaft Nachfolgerin der Huth-Apparatebau GmbH „an deren Produktionsstätten in Ricklingen“.
Nachdem die Immobilie in der zweiten Hälfte der 1990er Jahre im Besitz der Firma Thomson Consumer Electronics GmbH & Co. OHG stand, waren laut Schreiben der Firmenabteilung Presse- und Öffentlichkeitsarbeit Deutschland im Jahr 1997 weder dort, noch beim Mutterkonzern in Paris Unterlagen über die Liegenschaft vorhanden. Auch beim Bauordnungsamt Hannover fanden sich in der Bauakte zur Göttinger Chaussee 76 keinerlei Unterlagen mehr zum Altbau der Immobilie.

## Archivalien
Archivalien von und über die ehemalige Huth-Apparatefabrik finden sich beispielsweise
- im Bundesarchiv im Schriftgut aus der Provenienz der Bank der deutschen Luftfahrt AG aus der Zeit des Nationalsozialismus von 1933 bis 1945, hier speziell aus der Laufzeit von 1939 bis 1942, Archivaliensignatur: BArch, R 8121/325 (Alt-/Vorsignatur: 7302)[1]